# Birger Anrep-Nordin
Birger Anrep-Nordin, född 21 januari 1888 i Skara stadsförsamling, Skaraborgs län, död 25 november 1946 i Lerums församling, Älvsborgs län, var en svensk musikhistoriker, organist och tonsättare. Han var son till Fredrik Nordin och Elisabeth Anrep-Nordin.

## Biografi
Anrep-Nordin bedrev musikstudier för bland andra Andreas Hallén och Richard Andersson och avlade musiklärarexamen 1912. Han blev musiklärare vid Kalmar allmänna läroverk 1914, domkyrkoorganist där 1915, lärare i liturgisk sång vid Lunds universitet 1922, musiklärare vid Folkskoleseminariet i Göteborg 1923 samt musikrecensent i Göteborgsposten 1924. Han blev 1927 organist vid Oscar Fredriks kyrka i Göteborg, och disputerade 1924 för filosofie doktorsgrad i Lund på avhandlingen Studier över Josef Martin Kraus. Anrep-Nordin gav ut ett flertal böcker samt komponerade ett par kantater, musik för manskör och blandad kör med mera.
Anrep-Nordin invaldes som ledamot 638 av Kungliga Musikaliska Akademien den 28 oktober 1943.